# Scopula syriacata
Scopula syriacata là một loài bướm đêm trong họ Geometridae.